# Pier Angeli
Pier Angeli (właśc. Anna Maria Pierangeli; ur. 19 czerwca 1932 w Cagliari, zm. 10 września 1971 w Beverly Hills) – włoska aktorka filmowa i telewizyjna.
Była siostrą-bliźniaczką aktorki Marisy Pavan.

## Wybrana filmografia
- 1953 - Pani niewiniątko (Mam'zelle Nitouche) jako Denise de Flavigny/Nitouche
- 1953 - Historia trzech miłości (The Story of Three Loves) jako Nina Burkhardt
- 1954 - Srebrny kielich (The Silver Chalice) jako Deborra
- 1956 - Między linami ringu (Somebody Up There Likes Me) jako Norma (Levine) Graziano
- 1957 - Winobranie (The Vintage) jako Lucienne
- 1960 - Zmowa milczenia (The Angry Silence) jako Anna Curtis
- 1962 - Ostatnie dni Sodomy i Gomory (Sodom and Gomorrah) jako Ildith
- 1965 - Bitwa o Ardeny (Battle of the Bulge) jako Louise